# Сент Лоренс (Јужна Дакота)
Сент Лоренс (енгл. St. Lawrence) град је у америчкој савезној држави Јужна Дакота.

## Демографија
По попису из 2010. године број становника је 198, што је 12 (-5,7%) становника мање него 2000. године.
| Група             | 2000.       | 2010.       |
| Белци             | 204 (97,1%) | 196 (99,0%) |
| Афроамериканци    | 0 (0,0%)    | 0 (0,0%)    |
| Азијати           | 0 (0,0%)    | 0 (0,0%)    |
| Хиспаноамериканци | 3 (1,4%)    | 0 (0,0%)    |
| Укупно            | 210         | 198         |